# Marco Andreatta
Marco Andreatta (Bressanone, 9 gennaio 1962) è un ex bobbista italiano.

## Biografia
Con la Nazionale di bob dell'Italia partecipò alle Olimpiadi di Albertville 1992, dove giunse al 15º posto nel bob a quattro.
In seguito divenne commissario tecnico e direttore tecnico delle nazionali italiane di bob, slittino e atletica leggera, ottenendo importanti risultati: i suoi bobbisti e slittinisti parteciparono infatti a sei Olimpiadi invernali, vincendo almeno una medaglia in ogni edizione. Per tale motivo, nel 2019 è stato insignito dal CONI della Palma d'oro al merito tecnico.
Nel 2010 fu telecronista della RAI per le gare di bob, skeleton e slittino alle Olimpiadi invernali di Vancouver 2010.